# Кассата

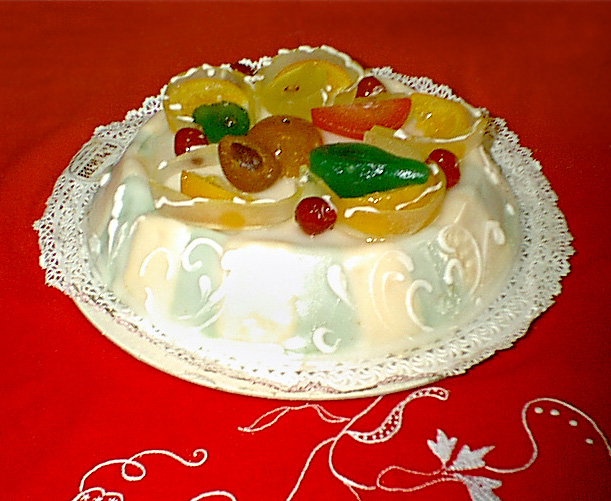
Кассата

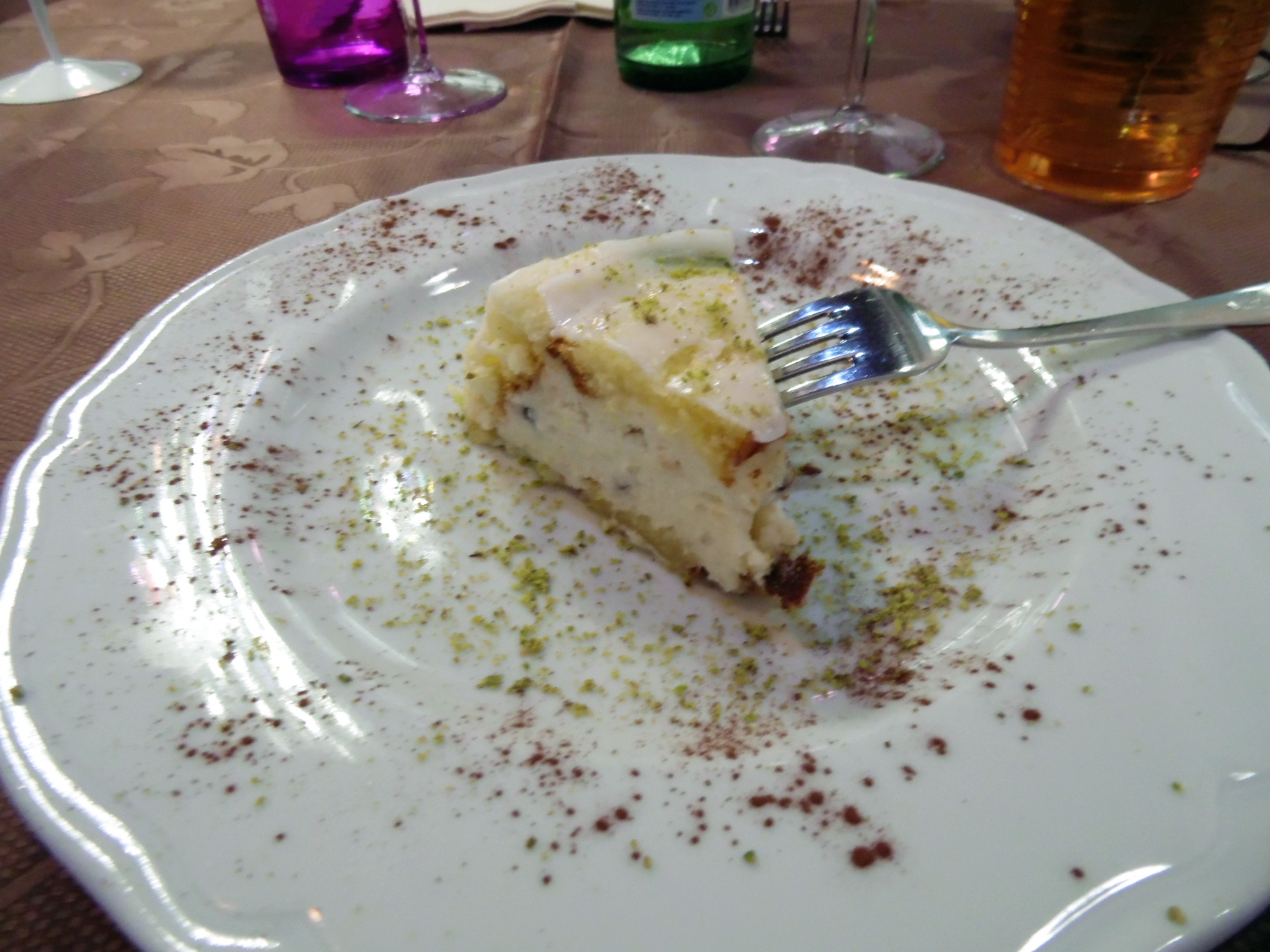
Кассата 2016

Кассата (итал. cassata) или сицилианская кассатa (сиц. cassata siciliana) — традиционное сладкое блюдо сицилийской кухни родом из Палермо. «Кассата» также может означать неаполитанский вид мороженого с леденцами, сушёными фруктами и орехами.
Кассата была официально признана и включена в список традиционных итальянских сельскохозяйственных продуктов Министерством сельскохозяйственной, пищевой и лесохозяйственной политики по предложению Сицилийского региона.

## Особенности кассаты
Несмотря на кажущуюся простоту рецепта, существуют многочисленные местные вариации приготовления на Сицилии этого блюда. Которые отличаются от типичного рецепта: существует палермитанский вариант, мессинский (менее сладкий), катанийский, трапанийский и сиракузский (отличающиеся наличием слоев в пироге и отсутствием корки льда). Внешний вид может быть глазурный с ледяной коркой и апельсиновой коркой, засахаренной с цветными бусинами и с добавлением различных цукатов. Всегда в соответствии с местными вариантами могут быть дополнительные ингредиенты, такие как фисташки, кедровые орехи, шоколад, корица.

## История
История происхождения кассаты берет свое начало от арабского господства на Сицилии (IX—XI века). Арабы принесли на Сицилию сахарный тростник, лимон, кедр, горький апельсин, мандарин, увеличили производство выращивания миндаля, который появился на Сицилии благодаря финикийцам, что впоследствии распространилась по всей древней Греции и Средиземноморскому побережью. Вместе с рикоттой, которую производят на Сицилии с доисторических времен, были также собраны все основные ингредиенты кассаты, которых изначально не было на поверхности слоеного теста с начинкой из творога, сахара.
Изначально кассата была традиционным блюдом монахинь на Сицилии, и её готовили в пасхальный период. В официальном документе первого синода епископов на Сицилии в Мадзара-дель-Валло в 1575 году, говорится, что кассата является «незаменимым блюдом во время праздников». Характерным сицилийским украшением кассаты была тыква с 1873 года, это новшество было внесено по случаю выставки, которая прошла в Вене, кондитером из Палермо Сальваторе Джули, у которого была своя кухня в самом центре Палермо.

## Традиционная
Сицилианская кассата состоит из круглого бисквита, смоченного фруктовым соком или ликёром, а также слоев рикотты, цукатов, и шоколадного или ванильного наполнителя. Сверху кассата покрывается марципанами, розовыми и зелеными пастельными леденцами, а также другими украшениями. Сверху кассата покрывается засахаренными фруктами, а также ломтиками цитрусовых, характерных для Сицилии. Кассата в форме полусферы, покрытая белой глазурью с одной засахаренной вишней в центре называется Кассатой Святой Агаты и производится во время праздника Святой Агаты
В отличие от традиционного круглой, иногда кассату готовят с прямоугольной основой. При изготовлении кассаты слои рикотты могут быть заменены на мороженое. Очень редко кассату готовят подобно пирогу, покрытую со всех сторон рикоттой и запечённую в духовке.